# پفلوکساسین
پفلوکساسین (به انگلیسی: Pefloxacin) یک آنتی‌بیوتیک کینولونی است که برای درمان عفونت‌های باکتریایی استفاده می‌شود. پفلوکساسین برای استفاده در ایالات متحده تأیید نشده‌است.

## تاریخچه
پفلوکساسین در سال ۱۹۷۹ مورد مطالعه و توسعه قرار گرفت و در فرانسه برای مصارف انسانی در سال ۱۹۸۵ تأیید شد.

## نحوه اثر
پفلوکساسین یک آنتی‌بیوتیک وسیع الطیف است که در برابر هر دو گروه باکتری‌های گرم مثبت و گرم منفی فعال است. این ماده با مهار دی‌ان‌ای ژیراز، توپوایزومراز نوع II و توپوایزومراز IV, که یک آنزیم لازم برای جداسازی و تکثیر DNA است، عمل می‌کند و بدین ترتیب از تقسیم سلولی جلوگیری می‌کند.